# Руджеро Леонкавало
Руджѐро Леонкава̀ло (на италиански: Ruggero Leoncavallo, среща се и като Ruggiero Leoncavallo) е италиански композитор на опери и оперети, както и либретист.

## Биография и творчество
Роден е в Неапол, Италия. Развива се като отличен пианист и проявява изключителен интерес към литературата.
Първата му опера, „Чатъртън“ от 1896 година, остава непоставена на сцена. Триумфалната слава на първата веристка опера „Селска чест“ от неговия съвременник, композитора Пиетро Маскани, насочва вниманието на Леонкавало към новия оперен жанр.
Неговата опера „Палячи“ (1892) е класическа веристка опера, в която е показан животът на простия народ, и тя става едно от най-популярните произведения не само в Италия, но и зад граница. Характерният за веристите стремеж да се покаже правдата на живота, е довело до своеобразно вмъкване на жива, действителна сцена в спектакъла на комедиантите. Операта се състои от пролог и две действия, напрегнати контрастни сцени.
По отношение на формата Леонкавало следва традициите на Верди.

## Опери
По-долу следва таблица на оперите на Руджеро Леонкавало. Всякаква допълнителна информация относно някои от тях е изложена веднага под нея.
| Заглавие (на български) | Заглавие (оригинално) | Дата на премиерата   | Място на премиерата                  |
| ----------------------- | --------------------- | -------------------- | ------------------------------------ |
| „Палячи“                | Pagliacci             | 21 май 1892 г.       | Театър „Дал Верме“, Милано, Италия   |
| „Медичи“                | I Medici              | 9 ноември 1893 г.    | Театър „Дал Верме“, Милано, Италия   |
| „Чатъртън“              | Chatterton            | 10 март 1896 г.      | Театър „Арджентина“, Рим, Италия     |
| „Бохеми“                | La bohème             | 6 май 1897 г.        | Театър „Ла Фениче“, Венеция, Италия  |
| „Дзаза“                 | Zazà                  | 10 ноември 1900 г.   | Лиричен театър, Милано, Италия       |
| „Роланд от Берлин“      | Der Roland von Berlin | 13 декември 1904 г.  | Кралска опера, Берлин, Германия      |
| „Мая“                   | Maïa                  | 15 януари 1910 г.    | Театър „Костанци“, Рим, Италия       |
| „Цигани“                | Zingari               | 16 септември 1912 г. | „Хипъдроум“, Лондон, Великобритания  |
| „Мими Пинсън“           | Mimi Pinson           | 1913 г.              | Театър „Масимо“, Палермо, Италия     |
| „Гофредо Мамели“        | Goffredo Mameli       | 27 април 1916 г.     | Театър „Карло Феличе“, Генуа, Италия |
| „Едип цар“              | Edipo re              | 13 декември 1920 г.  | Чикагска опера, Чикаго, САЩ          |

„Медичи“ е първа част от незавършената трилогия Crepusculum. „Чатъртън“ е преработка на едноименната творба на Алфред дьо Вини от 1876 г. „Мими Пинсън“ е преработка на „Бохеми“. Фондация „Леокавало“ класифицира „Гофредо Мамели“ като опера, а не като оперета. „Едип цар“ е осъществена след смъртта на Лееонкавало, така че оркестрацията е завършена и дори извършена от Джовани Пенакио.

## Оперети
Оперетите „Чий е жартиерът?“, „Първата целувка“ и „Голата маска“ са осъществени след смъртта на композитора.
| Заглавие (на български) | Заглавие (оригинално)   | Дата на премиерата  | Място на премиерата                             |
| ----------------------- | ----------------------- | ------------------- | ----------------------------------------------- |
| „Младостта на Фигаро“   | La jeunesse de Figaro   | 1906 г.             | САЩ                                             |
| „Малбрук“               | Malbrouck               | 19 януари 1910 г.   | Национален драматичен театър, Рим, Италия       |
| „Кралицата на розите“   | La reginetta delle rose | 24 юни 1912 г.      | Театър „Костанци“, Рим, Италия                  |
| „Там ли си?“            | Are You There?          | 1 ноември 1913 г.   | Театър „Принс ъф Уейлс“, Лондон, Великобритания |
| „Кандидатката“          | La candidata            | 6 февруари 1915 г.  | Национален театър, Рим, Италия                  |
| „Заеми ми жена си“      | Prestami tua moglie     | 2 септември 1916 г. | „Казино деле Терме“, Монтекатини, Италия        |
| „Чий е жартиерът?“      | A chi la giarrettiera?  | 16 октомври 1919 г. | Театър „Адриано“, Рим, Италия                   |
| „Първата целувка“       | Il primo bacio          | 29 април 1923 г.    | „Салоне ди Кура“, Монтекатини, Италия           |
| „Голата маска“          | La maschera nuda        | 26 юни 1925 г.      | Театър „Политеама“, Наполи, Италия              |